# Michael Hohnstedt
Michael Hohnstedt (* 3. Mai 1988 in Ostercappeln) ist ein deutscher Fußballspieler.

## Karriere
Hohnstedt wuchs im nordrhein-westfälischen Rahden im ostwestfälischen Kreis Minden-Lübbecke auf und begann seine Karriere in der Jugend des örtlichen Amateurvereins Union Varl. Über den VfB Fabbenstedt und Preußen Espelkamp, zwei weitere lokale Amateurvereine, gelangte er schließlich in die Jugendabteilung von Arminia Bielefeld. 2007 wurde er dort in die zweite Mannschaft übernommen, die in der damals viertklassigen Oberliga Westfalen spielte. Mit den kleinen Arminen verpasste er ein Jahr später die Qualifikation zur neu eingeführten Regionalliga West und spielte daraufhin noch ein Jahr für diese in der ebenfalls neu eingeführten fünftklassigen NRW-Liga. 2009 folgte der Wechsel in die Regionalliga Nord zum VfB Lübeck. Hier konnte sich Hohnstedt mit 67 Ligaspielen in zwei Jahren erstmals dauerhaft als Stammspieler etablieren. Im Sommer 2011 wechselte er in die Regionalliga West zu den Sportfreunden Lotte. Zwei Jahre später wurde Hohnstedt mit den Sportfreunden Meister der Regionalliga West und nahm damit an den Aufstiegsspielen zur 3. Liga teil, scheiterte dort jedoch mit seiner Mannschaft an RB Leipzig. Im Anschluss verließ er die Sportfreunde Lotte und wechselte in die 3. Liga zum VfL Osnabrück, der zuvor bereits Maik Walpurgis, der ihn schon in Lotte trainierte, als Trainer verpflichtet hatte. Sein Profidebüt gab er zum Saisonstart am 21. Juli 2013, als er beim 3:0-Auswärtssieg beim Chemnitzer FC in der Startaufstellung stand.
Am 10. August 2015 provozierte Hohnstedt während des Erstrunden-Pokalspiels gegen den RB Leipzig in der 71. Spielminute den gegnerischen Spieler Davie Selke, indem er als Auswechselspieler auf das Spielfeld rannte. Im folgenden Tumult wurde der Schiedsrichter Martin Petersen von einem aus dem Fanblock des VfL Osnabrück geworfenen Feuerzeug getroffen, was zum Abbruch des Spiels und zu einer 2:0-Wertung für RB Leipzig am grünen Tisch führte.
Hohnstedts auslaufender Vertrag beim VfL Osnabrück wurde 2017 nicht verlängert. Zur Saison 2017/18 kehrte er zu den Sportfreunden Lotte zurück, die mittlerweile ebenfalls in der 3. Liga spielten. Nach einem Jahr und lediglich neun Saisoneinsätzen verließ er Lotte wieder und ging zum BSV Rehden in die Regionalliga Nord.